# Celmembraan

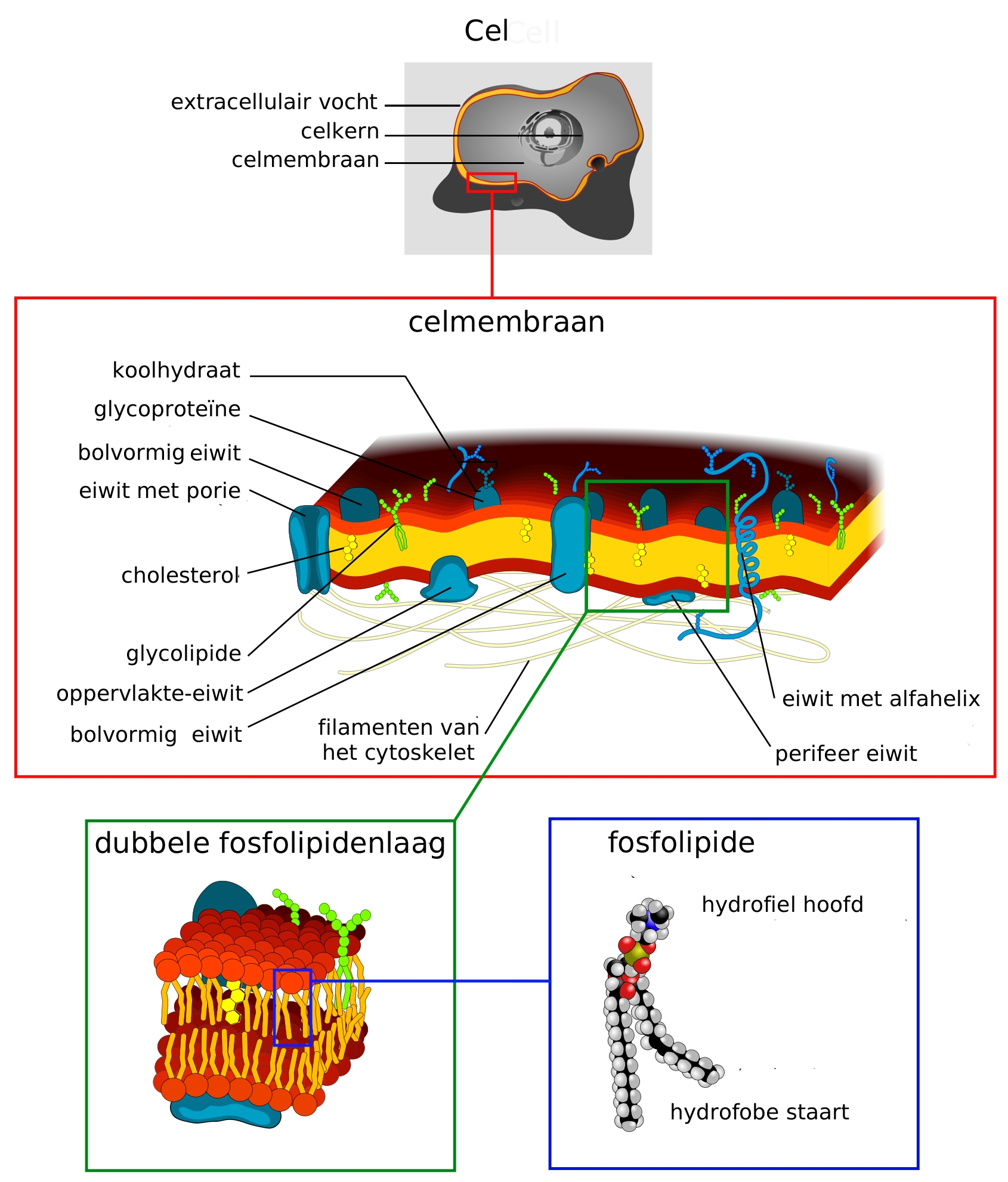
Schematische voorstelling van een celmembraan zoals ze in eukaryoten voorkomt. In het membraan zijn veel verschillende eiwitten en gespecialiseerde lipiden ingebed die nodig zijn voor functionaliteit en integriteit van de lipide dubbellaag.

Het celmembraan of plasmamembraan is een biologische structuur die de binnenkant van een cel scheidt van de buitenkant. Celmembranen zijn opgebouwd uit een dubbele laag van fosfolipiden en bevatten sterolen die nodig zijn voor de beweeglijkheid en integriteit van de membraan. In een celmembraan zijn veel verschillende eiwitten verankerd die fysiologische reacties en transportprocessen verzorgen. 
Celmembranen zijn semipermeabel, ofwel selectief doorlatend, voor ionen en sommige organische moleculen. Dit betekent dat cellen op een gecontroleerde wijze stoffen kunnen transporteren en vast kunnen houden. Celmembranen spelen een rol in een aantal belangrijke cellulaire processen, zoals het doorgeven van signalen en adhesie aan buurcellen. Daarnaast zijn ze een ankerpunt voor zowel de extracellulaire matrix als het intracellulaire cytoskelet.

## Structuur
Het celmembraan bestaat in de eenvoudigste vorm uit een dubbele laag fosfolipiden. Fosfolipiden zijn langwerpige, amfipatische moleculen, bestaande uit een sterk hydrofiele kop en twee lange, hydrofobe vetzuurstaarten. De staarten steken naar elkaar toe terwijl de koppen aan weerszijden van de membraan naar de waterige celinhoud, respectievelijk naar de waterige omgeving van de cel gekeerd zijn. Naast fosfolipiden bevatten celmembranen ook relatief grote hoeveelheden sfingolipiden zoals ceramide en ook sterolen, zoals cholesterol.
Water, ionen en grote moleculen kunnen in principe niet zonder meer door een celmembraan heen, zodat concentratiegradiënten in stand gehouden worden. Verschillende fysiologische processen zijn op dit principe gebaseerd: bij fotosynthese is de ladingsscheiding van vitaal belang, bij celademhaling het feit dat protonen (waterstofionen) aan weerszijden van de membraan in verschillende concentraties kunnen voorkomen. Bij signaaloverdracht en spiercontractie speelt de gereguleerde doorlaatbaarheid voor allerlei andere ionen (Na+, K+, Ca2+) een rol. Doorlaatbaarheid voor ionen wordt geregeld door specifieke ionkanalen, een van de vele typen eiwitten in een celmembraan. De kanalen zijn voor hun doorlaatbaarheid vaak afhankelijk van de membraanpotentiaal. De celmembraan kan voor enkele stoffen ook via diffusie doorlaatbaar zijn. Op deze manier is de celmembraan van groot belang voor de samenstelling van onder andere het cytoplasma.

## Functie
Celmembranen omgeven het cytoplasma (de levende celinhoud), en vormen dus de fysieke begrenzing tussen de intracellulaire vloeistof en de extracellulaire ruimte. Ook speelt het celmembraan een rol bij de verankering van het inwendige cytoskelet, en bij de aanhechting aan de extracellulaire matrix en andere naburige cellen in het weefsel. De cellen van planten, schimmels en bacteriën hebben om hun celmembraan nog een celwand, die extra stevigheid verleent.
Het celmembraan werkt als een selectief doorlatend filter dat alleen specifieke stoffen laat passeren. Verschillende transportmechanismen maken mogelijk dat een cel nuttige stoffen binnenkrijgt, en afvalstoffen uitscheidt. Voor veel van deze mechanismen is een aanvoer van cellulaire energie vereist. Doordat de concentraties van stoffen aan weerszijden van de membraan verschillen, is er sprake van een gradiënt waarvan de cel gebruik kan maken voor zijn energievoorziening. In de fysiologie wordt dit fenomeen aangeduid als membraanpotentiaal.

#### Passieve diffusie en osmose
Kleine moleculen, zoals ionen, koolstofdioxide (CO2) en zuurstof (O2), kunnen zich vrijelijk over het membraan verplaatsen door middel van diffusie, een passief transportproces dat geen energie nodig heeft. Diffusie vindt altijd plaats in de richting van de concentratiegradiënt: stoffen bewegen van een hoge naar een lage omgevingsconcentratie totdat er een evenwicht is bereikt. In levende cellen wordt het instellen van dit evenwicht bijna altijd tegengegaan door actief transport. Wanneer een cel zich in een hypertone of hypotone omgeving bevindt, zal er osmose plaatsvinden: de diffusie van water over het membraan.

#### Transport via membraaneiwitten en kanalen

Verschillende actieve transportprocessen over het membraan

In het membraan van cellen zijn duizenden verschillende eiwitten aanwezig die transportprocessen mogelijk maken. Voedingsstoffen, zoals koolhydraten en aminozuren, moeten de cel in worden getransporteerd, terwijl afvalstoffen de cel moeten verlaten. Hiervoor beschikt de cel over vele gespecialiseerde transporteiwitten.
Transport door membraaneiwitten is bijna altijd een energievragend proces, en wordt daarom actief transport genoemd. Ionkanalen of ionenpompen zijn voorbeelden van membraaneiwitten die met gebruikmaking van energie (ATP) ionen over het membraan vervoeren, zoals van groot belang is in zenuwcellen. Een speciale groep kanaaleiwitten genaamd aquaporinen vergemakkelijken het transport van watermoleculen over het membraan.

#### Endocytose
Endocytose is het proces waarbij cellen stoffen opnemen door insluiting van het celmembraan. De instulping van het membraan wordt aangedreven door membraaneiwitten, die als receptoren werken. De instulping van het membraan snoert uiteindelijk af aan de binnenkant van de cel, waardoor een gesloten blaasje ontstaat met binnenin enkele materialen uit het buitenmilieu. Endocytose is een flexibele manier voor het internaliseren van vaste deeltjes (fagocytose), kleine moleculen en ionen (pinocytose) of macromoleculen. Endocytose is een vorm van actief transport.

#### Exocytose
Cellen kunnen ook materialen afgeven aan het extracellulaire milieu door afsnoering van het membraan naar buiten, een proces genaamd exocytose. Hierbij worden membraanblaasjes uitgescheiden met daarin celmateriaal dat niet langer nodig is, zoals grote afvalstoffen. Exocytose is ook van belang bij de uitscheiding van hormonen, enzymen of antilichamen. De meeste van deze uitgescheiden moleculen (secretie-eiwitten) volgen binnen de cel een syntheseroute langs het golgiapparaat.

## Evenwicht
Het Gibbs-Donnan-evenwicht is het dynamische evenwicht tussen twee oplossingen van ionen, wanneer die door een celmembraan van elkaar zijn gescheiden.